# Danielik János
Danielik János (Murány, 1817. május 20. – Eger, 1888. január 23.) római katolikus pap, bölcsészdoktor, pristinai püspök és egri kanonok, sajószentpéteri címzetes prépost, a pápa titkos kamarása, a Magyar Tudományos Akadémia levelező tagja. Danielik József testvérbátyja.

## Élete
Danielik Ignác megyei csendbiztos fia volt. Tanulmányait Rozsnyón, a premontrei rend gimnáziumában kezdte és a pesti központi szemináriumban végezte; ahol 1836-ban mint másodéves teológus bölcsészdoktor lett. Mint a központi növendékpapok magyar iskolájának elnöke a Munkálatokban (1837–38. IV. V.) megjelent dolgozataival figyelmet keltett.
1839-ben a rozsnyói líceumba a filozófia és a magyar irodalom rendes tanárává neveztetett ki, noha pappá csak 1840-ben avatta föl Kassán Ocskay Antal püspök. Rozsnyón 1842-ben saját kívánságára a teológiai karba, a bibliai tanulmányok és a görög és héber nyelv tanszékére helyezték át, ahonnan 1848 márciusában Somogyi Károly meghívására Pestre a Religio és Nevelés című lap szerkesztőségébe ment. Júliusban szerkesztője, 1849-ben pedig tulajdonosa lett a lapnak, melyet Religio címmel oly kifogástalan lojális szellemben folytatott, hogy a bécsi kormány bizalmát megnyervén, 1849. október 1-jén az egri főkáptalanba lett bekebelezve; október 31-én pedig Karl von Geringer császári teljhatalmú biztos a hazai iskolák átszervezésével foglalatos bizottságba is meghívta.
Az 1850-es években báró Kemény Zsigmond fölismerte képességeit és befolyását és meggyőzte őt arról, hogy Magyarország alkotmányos jogai eljátszva nincsenek, nem lehetnek; ettől fogva báró Kemény bizalmas barátjává és nyilvános működésében társává lett. A Religióban közölt cikkei miatt a lapot letartóztatták, őt pedig 1851. augusztus 2-ától október 1-jéig kitöltendő két havi fogságra ítélték, melyet ki is töltött. Lapja ettől fogva, az egyetlen, mely ezen időben egy-egy szabadabb szót meg mert engedni magának, egész 1852. október végéig szünetelt, midőn a kormányzó főherceg, Scitovszky János prímás közbenjárására megengedte, hogy a szerkesztést újra folytathassa. Ekkor kezdte magát az előtte megnyílt politikai pályára fölszerelni, könyvtárt gyűjtött, mely a legtekintélyesebb magánkönyvtárak egyike lett a fővárosban és évek múlva a Szent István Társulat birtokába ment át. 1854. február 15-én ugyanezen társulat helyettes elnökévé választatott, mely hivatalát Fogarasy Mihály püspöktől még 1853 nyarán vette át.
Az ő kezdeményezésére létesültek a társulat nagy kiadványai, mint Cantu Caesar Világtörténete, az Egyetemes Magyar Encyclopaedia stb. A Szent László Társulatot már 1858-ban tervezte, de csak később, 1861. május 5-én alakíthatta meg. 1855-ben IX. Piusz pápa valóságos titkos kamarásává nevezte ki. Az 1856-ban a bécsi kormány által megkötött és hazánkra is ráerőszakolt konkordátum idején Danielik a nemzeti párt híveihez csatlakozott; ugyanezen évben sajószentpéteri címzetes préposttá neveztetett ki.
1860 elején az európai összes katolikus államok egyházi birtokosainak szövetkezésével bankot akart létesíteni; e célból beutazta Német-, Francia-, Spanyol- és Olaszországot, Belgiumot és Hollandiát. 1861-ben prištinai püspöki címmel az egyházi ügyek előadójává neveztetett ki; 1865. március 9-én helytartósági tanácsosi állásától, saját kérelmére, udvari tanácsosi állásától, saját kérelmére, udvari tanácsosi címmel, fölmentették.
1865. december 18-án elhagyta a fővárost és előbb Egerbe, azután néhány hét múlva barátjához, az akkori préposthoz Répásy Józsefhez Jászóra vonult; ennek elhunytával 1867-ben végleg visszatért Egerbe. 1883. június 9-én főpásztora helynökévé nevezte ki. Legvégső nyilvános szereplése 1885. március 26-ára esik, amikor a főrendiház újjászervezése volt napirenden, mint ezen ház tagja, a címzetes püspökök meghívatási jogának védelmére hatásos beszédet tartott.
A Magyar Tudományos Akadémia 1858. december 18-án választotta levelező tagjai sorába; emlékbeszédet Szvorényi József mondott fölötte 1891. január 26-án. A Magyar Tudományos Akadémiának 1000 aranyforintot hagyományozott.

## Írásai
A Religióban megjelent jelentékenyebb cikkei: Ipolyi Arnold Magyar Mythologiájának ügye (1855.), A műveltségről, A protestantismus, mint észvallás- és aranyszabadságról, Don Nicola Mazza, A svájczi különszövetség és az iskola, Az állami tetszvényjognak eltörlése Ausztriában, A classicai irodalomról gymnasiumainkban, A keresztény szeretetről. A Pesti Naplóba, Hirnökbe, Sürgönybe, Idők Tanujába sat. számos vezér- és tárcacikket irt, többnyire névtelenül; kiemelendők: Vezéreszmék az egyházpolitikai és tanulmányi ügyek elintézéséhez (P. N. 1866.), A megyék rendezéséről, Vihar egy pohár vizben, A jövő politikája, A német lövészegyletek gyülekezete Bécsben, A Tisza vidékéről keltezett cikkei (P. N. 1868), A primás és az interconfessionalis törvények (P. N. 1869), A tetszvényjog és róm. kath. püspökeink (P. N. 1871.), Az új dogmáról (P. N. 1871); Üdvözlő beszéde a hg. primáshoz (Egri Egyházm. Közlönyben 1873); írt még a Hazánkba (I. 1858), Akadémiai Értesítőbe (1860), Uj Magyar Sionba (1870) s a Budapesti Szemlébe (I. II. IV. 1873. Róma a középkorban Gregorovius után.) A szent István-társulat közgyűlésein elmondott beszédei a társulat jegyzőkönyveiben, a P. Naplóban (1857. 133. 1858. 213. sz.) és a Bud. Hirlapban (1860. 264. sz.) jelentek meg.
Jegye Δ a Pesti Napló tárcájában.

## Művei

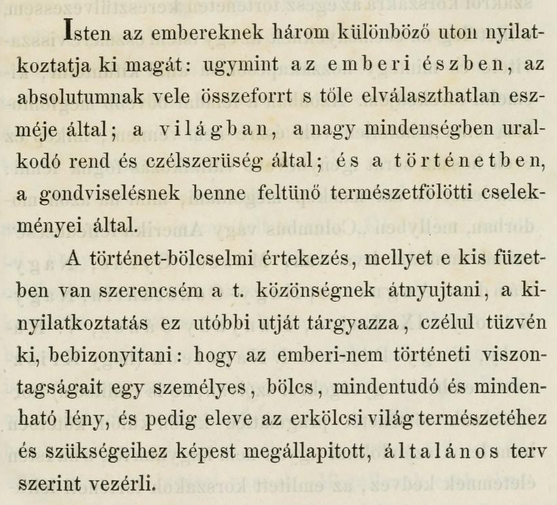
A történet szelleme című műve (1857) előszavának kezdete

- Egyházi beszéd mellyet Zrinyi Miklós és társai dicsőséges eleste emlékezetére rendezett gyász isteni tisztelet alkalmával Szigetvárt Sept. 7én 1847. mondott Danielik János; Lyceumi ny., Pécs, 1847
- A katholikus egyházi javak- és alapítványokról, tulajdonjogi tekintetben. Pest, 1848
- Egyházi beszéd, melyet a «Jó és olcsó könyvkiadó-társulat» 1852. aug. 22. tartott első nyilvános egyházi ünnepén, az egyetem templomában mondott. Pest, 1852
- Columbus vagy Amerika fölfedezése. Pest, 1856 (Ism. Családi Lapok II. P. Napló 468–75. sz. M. Sajtó 273–80. sz. 2. kiadás. Uo. 1857. Ism. P. Napló 291.)
- Magyarországi szent Erzsébet élete. Pest, 1857 (Ism. P. Napló 291. 292. sz.)
- A történet szelleme. Pest, 1857 (A pesti egyetem theologiai kara által Horváth-féle jutalomdíjra méltatott értekezés. Ism. M. Évlapok I. 93. l.) Online
- Ürményi Ferencz emléke, melyet az üdvözült fölött a Vaálon, 1858. április 15. megtartott gyászistentisztelet alkalmával mondott. Pest, 1859
- A bölcsészet számára igényelt szabadságról és függetlenségről. Pest, 1860 (akadémiai székfoglaló)
- Beszéd a Szent-László-Társulat alakuló közgyűlésén. Eger, 1861 (a társulat alapszabályaival együtt)
- Két rendbeli előadás, melyet a Szent-László-Társulat központi választm. gyűléseiben 1861. okt. 1. és 1862. febr. 4. Lonovics József érsek ő excjának elnöksége alatt tartott. Pest, 1862 (Angolúl, Reményi Antal ford. és németül is megjelent. Uo. 1862)
- Alkalmi beszéd, melyet a Templom-segélyegylet alakító gyűlésében tartott. Pest, 1865
- Történeti tanulmányok. I. A prémontréiek. Korrajz. A keresztény műveltség középkori munkásai méltánylásaúl. Eger, 1866 (a további kötetek elmaradtak)
- Jelenetek az egyházi beigtatás joga és módja felett tartott harczokból. Esztergom, 1870 (különnyomat az Uj M. Sionból)
- Néhány szó XIII. Leo pápa ő szentségének 1879. aug. 4. kelt apostoli körlevele méltánylásaul. Eger, 1880
- A jog alapja és kútforrása, tekintettel a scholastikusokra. Olvasta az egri érseki lyceum 1880–81. tanév zárünnepélyén jún. 15. Eger, 1881
- Középkori államtan, (I. rész) tekintettel a scholastikusokra. II. rész. A hatalom- és alkotmányról. Eger, 1881–82
- Adalék a Néhány szó XIII. Leó pápa… körlevele méltánylásaúl czímű értekezéshez. Irta önigazolásúl. Eger, 1882

Szerkesztette a Religio és Nevelést 1849. júl. 2-tól ápr. 22-ig és ennek folytatását a Religiót 1849. szept. 27-től 1855. dec. 30-ig.
Kiadta az Emlékkönyv című gyűjteményes munkát (Pest, 1852. Két kötet. A kormány által 1851. jún. betiltott Religio előfieztőinek kárpótlásúl), melyben több cikke jelent meg.